# Terry Jones
Terence Graham Parry Jones (1. februar 1942 – 21. januar 2020) var en walisisk skuespiller, komiker, instruktør, historiker, forfatter og medlem af komediegruppen Monty Python.
Efter at have afsluttet sine studier ved Oxford University med en grad i engelsk, skrev og optrådte Jones sammen med sin skrivepartner Michael Palin for flere prominente britiske sketchprogrammer, herunder Do Not Adjust Your Set og The Frost Report, før de skabte Monty Pythons Flyvende Cirkus (1969–1974) sammen med Cambridge-kandidaterne Graham Chapman, John Cleese, Eric Idle og den amerikanske animator og filminstruktør Terry Gilliam. Jones var i høj grad ansvarlig for programmets nyskabende, surrealistiske struktur, hvor sketches flød over i hinanden uden brug af traditionelle punchlines.
Han debuterede som instruktør med Monty Python og de skøre riddere (1975), som han instruerede sammen med Gilliam, og instruerede også de efterfølgende Python-film Life of Brian (1979) og The Meaning of Life (1983).
Jones var medskaber og medforfatter af antologiserien Ripping Yarns sammen med Palin. Han skrev også et tidligt udkast til Jim Hensons film Labyrinten til troldkongens slot (1986) og er krediteret for manuskriptet, selvom kun en mindre del af hans materiale indgik i den endelige version.
Jones var en anerkendt middelalderhistoriker og har skrevet eller medforfattet flere bøger samt præsenteret tv-dokumentarer om perioden. Han var også en produktiv børnebogsforfatter. I 2016 modtog han en BAFTA Cymru Lifetime Achievement Award for sin fremragende indsats inden for tv og film.
Efter at have levet i flere år med en degenerativ afasi mistede han gradvist evnen til at tale og døde i 2020 af frontotemporal demens.

### Skønlitteratur
- Douglas Adams's Starship Titanic: A Novel (1997), ISBN 0-330-35446-9 – a novel based on the computer game of the same name by Douglas Adams.
- Evil Machines (2011), ISBN 978-1-908717-01-6
- Trouble on the Heath (2011), ISBN 978-1-907726-20-0
- The Tyrant and the Squire (2018), ISBN 978-1783524624

Illustreret af Michael Foreman
- Fairy Tales (1981), ISBN 0-907516-03-3
- The Saga of Erik the Viking (1983), ISBN 0-907516-23-8 – Children's Book Award 1984
- Nicobobinus (1985), ISBN 1-85145-000-9
- The Curse of the Vampire's Socks and Other Doggerel (1988), ISBN 1-85145-233-8 – poetry
- Fantastic Stories (1992), ISBN 1-85145-957-X
- The Beast with a Thousand Teeth (1993), ISBN 1-85793-070-3
- A Fish of the World (1993), ISBN 1-85793-075-4
- The Sea Tiger (1994), ISBN 1-85793-085-1
- The Fly-by-Night (1994), ISBN 1-85793-090-8
- The Knight and the Squire (1997), ISBN 1-86205-044-9
- The Lady and the Squire (2000), ISBN 1-86205-417-7 – nominated for a Whitbread Award
- Bedtime Stories (2002), ISBN 1-86205-276-X – with Nanette Newman
- Animal Tales (2011), ISBN 978-1843651635

Illustreret af Brian Froud
- Goblins of the Labyrinth (1986), ISBN 1-85145-058-0
  - The Goblin Companion: A Field Guide to Goblins (1996), ISBN 1-85793-795-3 – an abridged re-release, in a smaller format, with the colour plates missing
- Lady Cottington's Pressed Fairy Book (1994), ISBN 1-85793-336-2
- Strange Stains and Mysterious Smells: Quentin Cottington's Journal of Faery Research (1996), ISBN 0-684-83206-2
- Lady Cottington's Pressed Fairy Journal (1998), ISBN 1-86205-024-4
- Lady Cottington's Fairy Album (2002), ISBN 1-86205-559-9

Illustreret af Martin Honeysett and Lolly Honeysett
- Bert Fegg's Nasty Book for Boys and Girls with Michael Palin (1974) ISBN 0-413-32740-X – expanded and revised editions of the book appeared as Dr. Fegg's Nasty Book of Knowledge in the US in 1976 and Dr. Fegg's Encyclopeadia (sic) of all World Knowledge, in the UK in 1984.

### Faglitteratur
- Chaucer's Knight: The Portrait of a Medieval Mercenary. Orion Publishing Group, Limited. 1980. ISBN 0-297-77566-9.; rev. ed. (1994), ISBN 0-413-69140-3
- Jones, Terry; Yeager, Robert F.; Doran, Terry; Fletcher, Alan; D'or, Juliett (2003). Who Murdered Chaucer?: A Medieval Mystery. Methuen. ISBN 0-413-75910-5.
- Terry Jones's War on the War on Terror. Nation Books. 2005. ISBN 1-56025-653-2.
- The Pythons Autobiography by The Pythons (with Graham Chapman (Estate), John Cleese, Terry Gilliam, Eric Idle, Michael Palin; edited by Bob McCabe). ISBN 9781409156789

Med Alan Ereira
- Crusades. BBC Books. 1994. ISBN 0-563-37007-6.
- Terry Jones' Medieval Lives. 2004. ISBN 0-563-48793-3.
- Terry Jones' Barbarians. BBC Books. 2006. ISBN 0-563-49318-6.